# Mats Levén
Mats Levén (Göteborg, 1964. szeptember 11. –) svéd heavy metal-énekes, aki az évek során a svéd zenei élet legnagyobb neveivel dolgozott együtt. A legkomolyabb közreműködése Therion svéd szimfonikus metal együttessel, valamint a német At Vance heavy metal együttessel volt. A svéd metal zenei világában a legjobb énekesek közé sorolható, továbbá rendkívüli dalszerző. [forrás?]

## Pályafutása
Mats Levén 1986-ban kezdte pályafutását a Capricorn nevű kisebb zenekarban, amelyben a barátaival zenélt. Három évvel később csatlakozott a toplisták élén álló Swedish Erotica zenekarba, velük kiadott egy albumot és néhány kislemezt.
1992-ben egy másik elég jól ismert svéd együttesbe került, a Treatbe, amellyel énekesként kiadott egy albumot és egy kislemezt. A 90-es évek közepén együtt dolgozott Abstrakt Algebrával (a Candlemass zenekar basszusgitárosa és dalszerzője, Leif Edling által indított projekt), melynek eredményeként háttérvokálozott az együttes Lion's Share lemezén. Ekkor csatlakozott egy AC/DC tribute együtteshez, amelynek AB/CD a neve, és a mai napig működik. 1997-ben egy svéd gitárossal, Yngwie Malmsteennel társult, akivel közösen felvettek egy albumot egy Facing the Animal címen, majd világkörüli turnéra indultak a lemezzel, ezt követően a koncertsorozat állomásain rögzített felvételekből pedig 1998-ban kiadták a Live!! címre keresztelt koncertalbumukat. Még ebben az évben Levén csatlakozott egy Southpaw nevű másik projekthez is.
1999-ben egy újabb közreműködés következett, ezúttal a Pontus Norgrennel. Egy évvel később ezt egy Dogface nevű projekt követte, amellyel két albumot adott ki. 2002-ben újra összeállt Edlinggel egy doom metal projekt megvalósításához, melynek a neve Krux volt. 2003-ban egy újabb csapattal kezdte meg közös munkáját, mivel a német Olaf Lenk gitáros kérte meg, hogy csatlakozzon az At Vance nevű zenekarába mint énekes. A zenekarral két sikeres albumot is kiadtak, a The Evil in You-t (2003) és a Chained-et (2005). A két album mellett talált rá időt, hogy csatlakozzon a Sabbtail zenekarba, és felvegyen velük is egy lemezt. 2003 végén Mats Levén hatalmas lehetőséget kapott az élettől, mivel Európa legnagyobb szimfonikus metal zenekara, a Therion megkérte, hogy legyen énekes az együttes dupla lemezén, a Lemuria-n és a Sirius B-n, valamint az ezt követő másfél éves világkörüli turnén. Az eredményes együttműködés hatására a Therion felkérte, hogy továbbra is maradjon énekes a csapat következő, Gothic Kabbalah című lemezén és az ezt követő turnéján. 2005 második felében Levén együtt dolgozott Snowy Shaw dobossal (Dream Evil, King Diamond, Mercyful Fate, Notre Dame), valamint háttérvokálozott a svéd neo-klasszikus Narnia metalegyüttes új albumán.
2006 első hónapjai újabb lehetőségeket hoztak Levén életébe: 5 számban is énekelhetett a Reflections of the Obscure című nagylemezen, amelyet az Essence of Sorrow (A Divinefire gitárosának, Jani Stefanovic új projektje) adott ki. Énekesként zenélhetett egy Fatal Force nevű csapatban (melynek gitárosa a dán Torben Enevoldsen, dobosa pedig Daniel Flores, akivel közösen ki fognak adni egy albumot 2007 áprilisában. Mats háttérvokálozott a svéd The Poodles hard rock együttes Night of Passion című számában, amellyel a zenekar az Eurovíziós dalfesztiválon a 4. helyet szerezte meg. 2006. október 18-án kiadták a legújabb Krux albumot, valamint befejezték a munkálatokat az új Therion nagylemezen, a Gothic Kabbalah-n, amely 2007. január 16-án jelent meg.
Levén részt vett továbbá a Therion 2006. december 9-i különleges koncertjén Romániában, Bukarestben, ahol a svéd zenekar egy 180 fős kórussal és bécsi operaénekesekkel lépett a színpadra. A számlista Therion dalokat és híres klasszikus műveket Wagnertől, Verditől, Mozarttól és Dvoraktól tartalmazott, átalakítva a metalegyüttes stílusára. Mats lesz továbbra is a Therion 2007-es turnéjának az énekese Snowy Shaw és két női énekes mellett. Az egyikük Katarina Lilja, aki énekelt a Therion új albumán, a másikuk pedig Lori Lewis, az amerikai Aesma Daeva zenekar énekesnője.

## Diszkográfia
- Swedish Erotica – Swedish Erotica (1989)
- Treat – Treat (1992)
- Abstrakt Algebra – Abstrakt Algebra (1995)
- AB/CD – Cut the Crap (1995)
- Yngwie Malmsteen – Facing the Animal (1997)
- Southpaw – Southpaw (1998)
- Yngwie Malmsteen – Live!! (1998)
- Pontus Norgren – Damage Done (1999)
- Dogface – Unleashed (2000)
- Dogface – In Control (2002)
- Krux – Krux (2002)
- At Vance – Evil in You (2003)
- Therion – Lemuria / Sirius B (2004)
- Sabbtail – Nightchurch (2004)
- At Vance – Chained (2005)
- Swedish Erotica – Too Daze Gone (2005)
- Fatal Force – Fatal Force (2006)
- Therion – Celebrators of Becoming (DVD/CD: live in Mexico City 2004 – released in 2006)
- Krux – II (2006)
- Therion – Gothic Kabbalah (2007)
- Amaseffer - Slaves for Life (2008)
- Therion - Live Gothic (2008)